# Boyan Slat

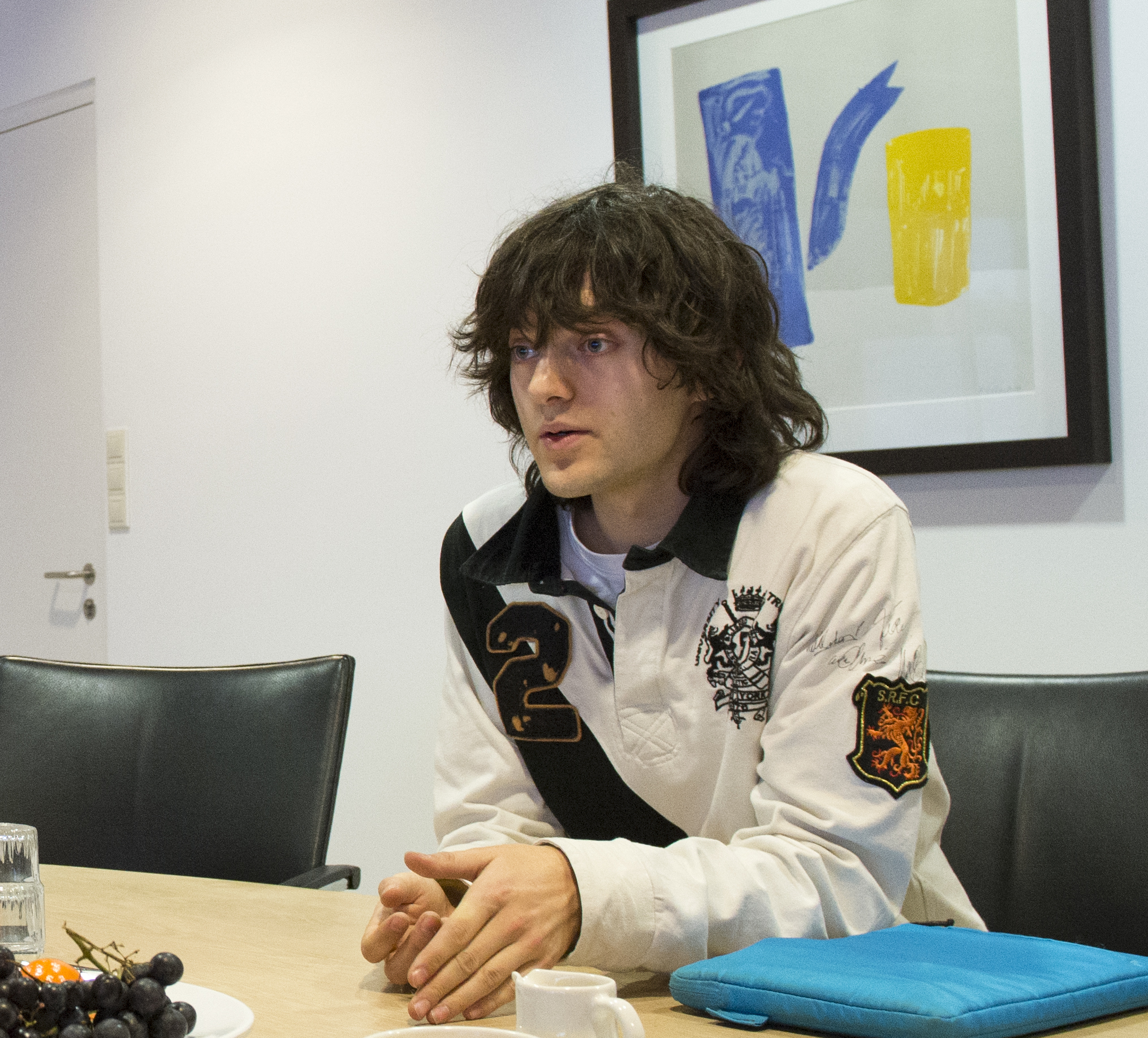
Boyan Slat, 2015

Boyan Slat (Delft, 27 de julho de 1994) é um inventor, ambientalista e estudante de engenharia aeroespacial que desenvolveu um método de limpeza dos detritos de plástico nos oceanos.
Concentrando-se no problema dos plásticos, causadores de transtornos à vida de aves, mamíferos e peixes — que podem chegar à cadeia alimentar humana, já que os animais acabam ingerindo substâncias tóxicas —, imaginou que uma série de barreiras flutuantes seria capaz de aproveitar as correntes oceânicas para bloquear o lixo encontrado nas águas. Todos esses detritos, de difícil acesso para qualquer veículo aquático, seriam reunidos de forma natural, permitindo uma extração posterior eficiente. A ideia foi congratulada pela Best Technical Design na Universidade Técnica de Delft. Boyan criou uma fundação — The Ocean Cleanup — para continuar a desenvolver e, eventualmente, implementar o sistema tecnológico. No início, o interesse era mínimo, até que uma conferência realizada, TEDx, How the Oceans can Clean Themselves, se tornou viral, atraindo centenas de voluntários para angariar US$ 2 milhões para o financiamento das instalações-piloto.
Em novembro de 2014, conquistou o prémio de Champions of the Earth  do Programa das Nações Unidas para o Meio Ambiente.